# اوژن دو بوآرنه
اوژن رز دو بوآرنه ( [øʒɛn də boaʁnɛ] ; ۳ سپتامبر ۱۷۸۱ - ۲۱ فوریه ۱۸۲۴) نجیب‌زاده، دولتمرد و فرمانده نظامی فرانسوی بود که در طول جنگ‌های انقلاب فرانسه و جنگ‌های ناپلئونی خدمت کرد. از طریق ازدواج دوم مادرش، ژوزفین بوآرنه، او پسر ناتنی ناپلئون بناپارت بود. در زمان امپراتوری فرانسه، او همچنین پسرخوانده ناپلئون هم شد (اما نه وارث تاج‌وتخت). او از سال ۱۸۰۵ تا ۱۸۱۴ نایب‌الملک پادشاهی ایتالیا زیر نظر پادشاهی ناپدری خود بود و در طول جنگ‌های ناپلئونی، فرماندهی ارتش ایتالیا را برعهده داشت. مورخان او را یکی از تواناترین خویشاوندان ناپلئون می‌دانند. 